# Via San Giovanni
Via San Giovanni è una delle vie più importanti del centro storico di San Gimignano. Va da piazza della Cisterna alla Porta San Giovanni.
La strada, che rappresenta il cuore della contrada di San Giovanni, nacque quando ancora la zona si trovava fuori dalle mura. Qui, fuori dall'antica porta cittadina che esiste ancora come arco dei Becci, si era diramata una strada verso sud, sulla via Francigena verso Siena, che venne inglobato nella nuova cinta di mura solo nel 1214.
Al Duecento risale il periodo di maggior fasto della zona, come ancora oggi molte testimonianze architettoniche ricordano. Il tracciato, leggermente in salita per chi entra in città, è fiancheggiato da case a schiera dal tipico filaretto in pietra, case-torri, chiesette, fondachi, ospizi per i pellegrini e palazzi nobiliari, oggi spesso riconvertiti in attività ad uso commerciale e turistico. 
A ridosso della porta si trova la seicentesca chiesa della Madonna dei Lumi, ridimensionata all'inizio del Novecento.
Verso la metà della strada si incontra un pregevole tabernacolo affrescato con la Madonna col Bambino e un santo vescovo, opera di Sebastiano Mainardi (1510 circa). 
Sullo stesso lato a breve distanza si trova la facciata marmorea della chiesa di San Francesco, del XIII secolo. Sul lato opposto si trova una significativa casa torre della fine del Duecento. 
Sul lato sinistro poco oltre si trova l'ex-convento di Santa Caterina, adiacente al trecentesco palazzo Pratellesi. 
Il palazzo e la torre dei Campatelli si trovano poco prima dell'innesto di via Quercecchio.
La strada termina in una piazzetta che anticamente era al margine della prima cerchia di mura del X secolo: l'arco dei Becci era infatti l'antica porta cittadina verso sud. Accanto all'arco si trovano la torre dei Becci (a destra) e la torre dei Cugnanesi con annesso palazzo (a sinistra).

## Altre immagini

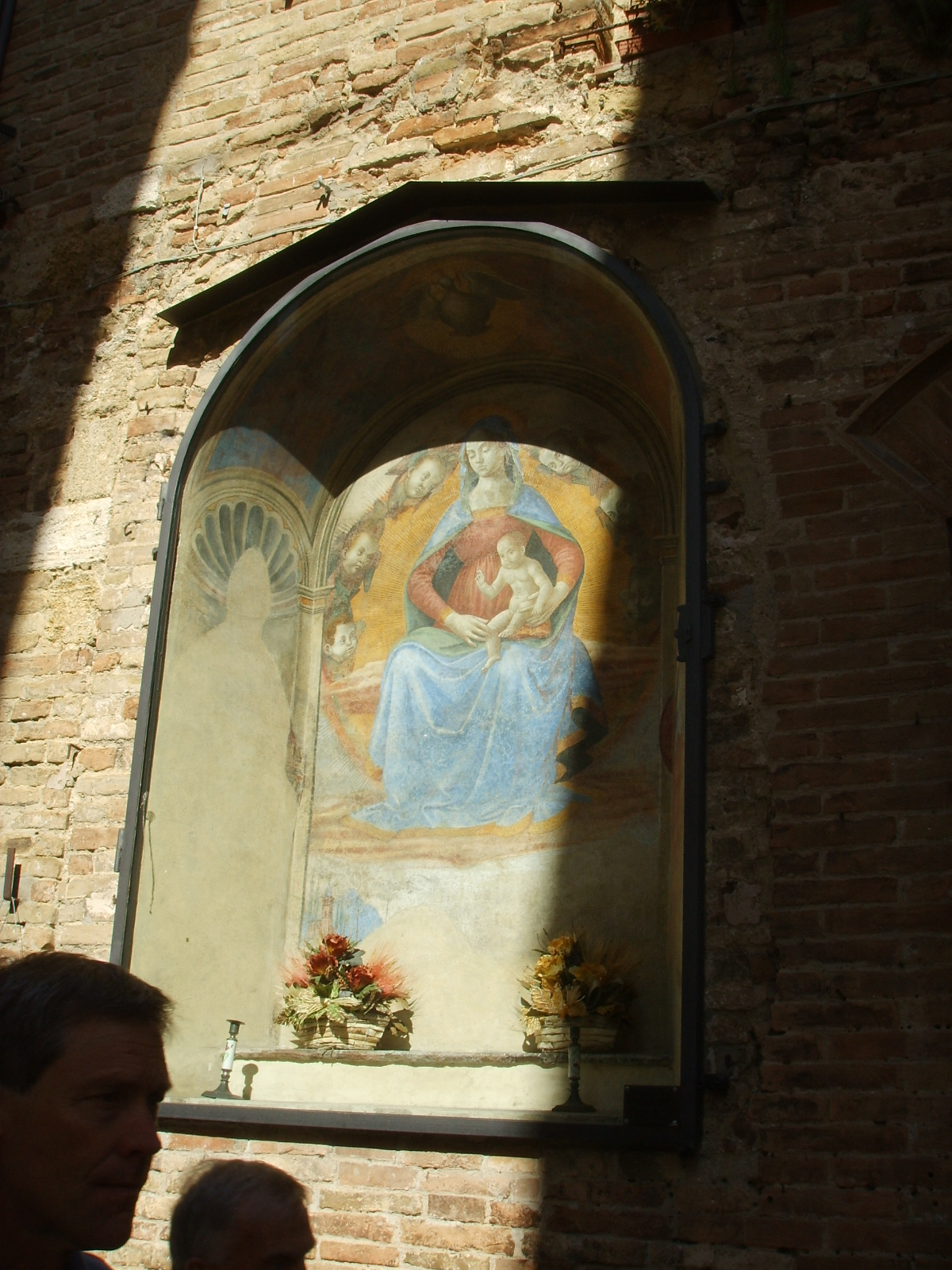
Il tabernacolo di Sebastiano Mainardi
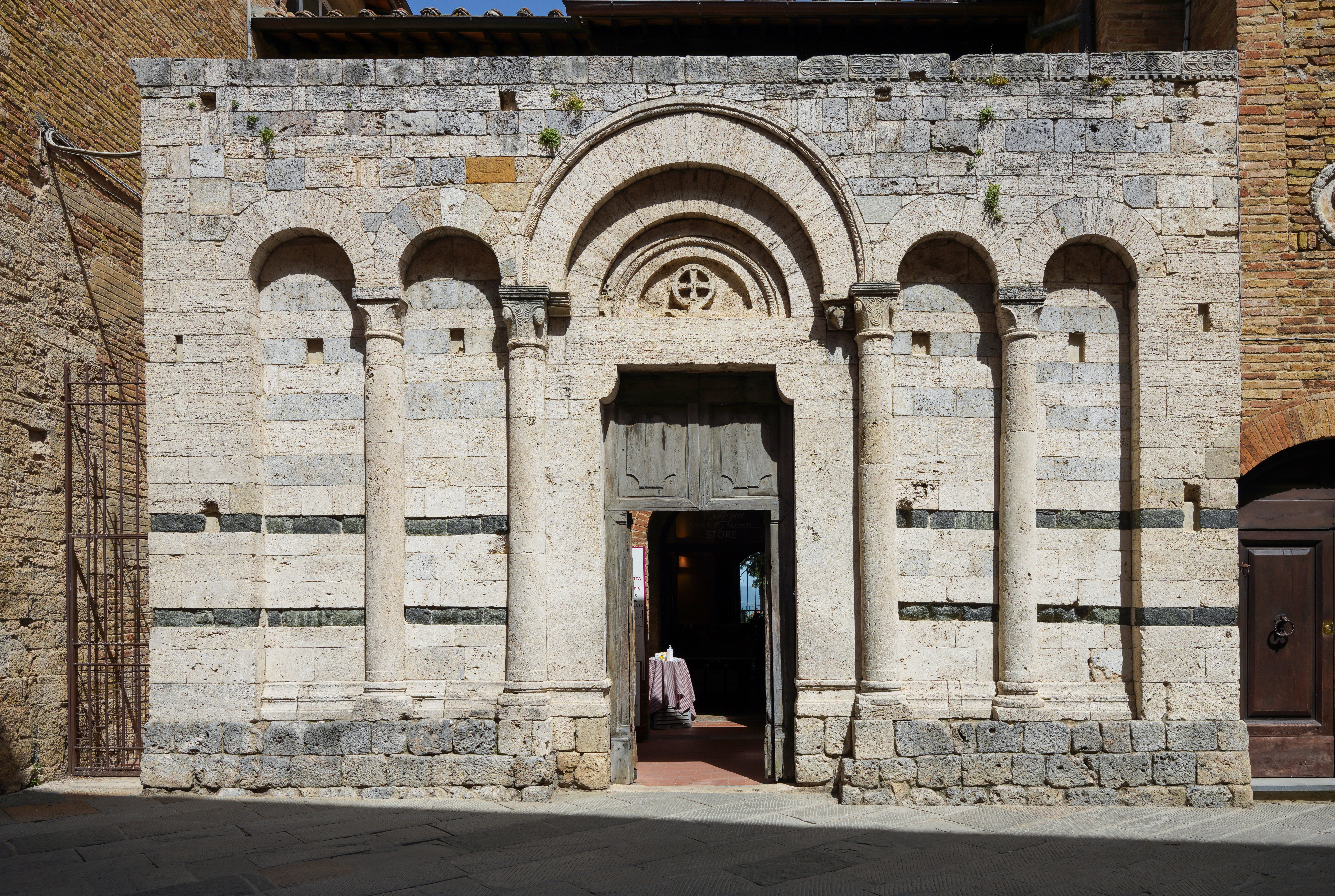
La chiesa di San Francesco
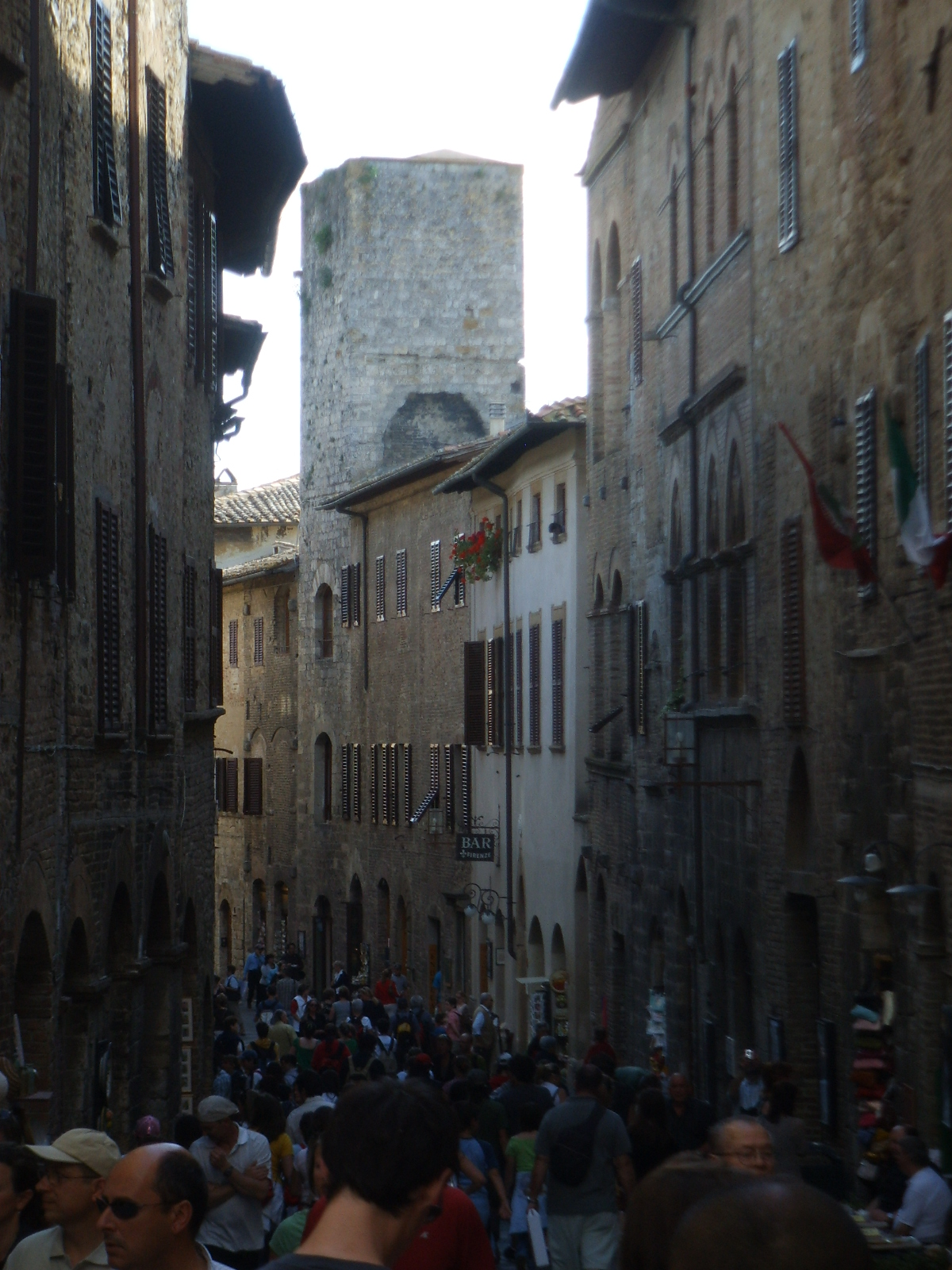
Torre duecentesca